# George Baumann
George Frederick Baumann (* 21. August 1936 in Miami) ist ein amerikanisch-deutscher Indologe und Bibliothekar.

## Leben
George Baumann studierte Indologie, Neuindische Philologie und Indogermanistik und promovierte 1973 an der Universität Heidelberg. Im gleichen Jahr trat er als Bibliotheksreferendar in die Universitätsbibliothek Tübingen ein und absolvierte hier die Ausbildung für den höheren Bibliotheksdienst (Fachprüfung am Bibliothekar-Lehrinstitut des Landes Nordrhein-Westfalen 1975). Von 1976 bis 2001 war er anschließend als Fachreferent für Indologie und Südostasien an der Universitätsbibliothek Tübingen tätig und leitete die Orientabteilung.

## Schriften
- Drei Jaina-Gedichte in Alt-Gujarātī. Edition, Übersetzung, Grammatik und Glossar (= Beiträge zur Südasienforschung. Bd. 20). Steiner, Wiesbaden 1975, ISBN 3-515-02177-9.
- Die Ausbildung von Bibliothekaren und Dokumentaren in Indien. Köln 1975.
- (Red.): Südasien. Alphabetischer Katalog der Erwerbungen 1961–1976. Zwei Bände. Universitätsbibliothek Tübingen 1977.
- Collection research material in the field of Indology and its availability. A one-sided affair? In: Heinrich von Stietencron (Hrsg.): Indology in India and Germany. Problems of information, coordination and cooperation. Seminar für Indologie und Vergleichende Religionswissenschaft, Tübingen 1981, S. 125–132.
- The Oriental Collection of the University Library, Tuebingen. In: Albrecht Wezler (Hrsg.): Proceedings of the XXXII International Congress for Asian and North African Studies. Steiner, Stuttgart 1992, ISBN 3-515-04808-1, S. 585–590.
- Anfang und Entwicklung der indischen Handschriftensammlung der Universitätsbibliothek Tübingen im 19. Jahrhundert. In: Albrecht Frenz (Hrsg.): Hermann Gundert – Brücke zwischen Indien und Europa. Begleitbuch zur Hermann-Gundert-Ausstellung im GENO-Haus Stuttgart vom 19. April bis 11. Juni 1993. Süddeutsche Verlags-Gesellschaft, Ulm 1993, ISBN 3-88294-186-3, S. 411–415.
- mit Kabita Rump: Neuindische Literatur. Katalog einer Sammlung aus der zweiten Hälfte des 20. Jahrhunderts. Harrassowitz, Wiesbaden 1993, ISBN 3-447-03371-1.
- Ferdinand Kittel und sein Kannada-Englisches Wörterbuch. In: Tübinger Bibliotheksinformationen. Jg. 17, 1995, S. 38–41.
- (Übers.): Gertraude Wilhelm: In the kingdom of the great Moguls. Adventures of an English lad in India. Allied Publishers, New Delhi 2007, ISBN 81-8242-103-8.
- (Übers.): Ernst Leumann: An outline of the Avasyaka literature. L.D. Institute of Indology, Ahmedabad 2010, ISBN 978-81-85857-32-9.